# Nactanca Grande
Nactanca Grande är en ort i Mexiko.   Den ligger i kommunen Xicotepec och delstaten Puebla, i den sydöstra delen av landet, 160 km nordost om huvudstaden Mexico City. Nactanca Grande ligger 962 meter över havet och antalet invånare är 460.
Terrängen runt Nactanca Grande är kuperad österut, men västerut är den bergig. Runt Nactanca Grande är det ganska tätbefolkat, med 149 invånare per kvadratkilometer. Närmaste större samhälle är Xicotepec de Juárez, 6,2 km väster om Nactanca Grande. I omgivningarna runt Nactanca Grande växer i huvudsak städsegrön lövskog.